# روزو
روزو هي مدينة من مدن هايتي. يبلغ عدد سكانها 28,811 نسمة وذلك حسب إحصائيات سنة 2003. يبلغ ارتفاع المدينة عن سطح البحر قرابة 76 متر.